# Chrysaora lactea
Chrysaora lactea is een schijfkwal uit de familie Pelagiidae. De kwal komt uit het geslacht Chrysaora. Chrysaora lactea werd in 1829 voor het eerst wetenschappelijk beschreven door Eschscholtz. 